# حب بقوة
حب بقوة هو فيلم رومانسي كوميدي أمريكي من بطولة نينا دوبراف وجيمي أو يانغ،تم عرض الفيلم على نتفليكس في 5 نوفمبر 2021.